# Bragado (Buenos Aires)
Bragado is een plaats in het Argentijnse bestuurlijke gebied Bragado in de provincie Buenos Aires. De plaats telt 32.830 inwoners.